# ラトゥーシュ・トレヴィル (装甲巡洋艦)

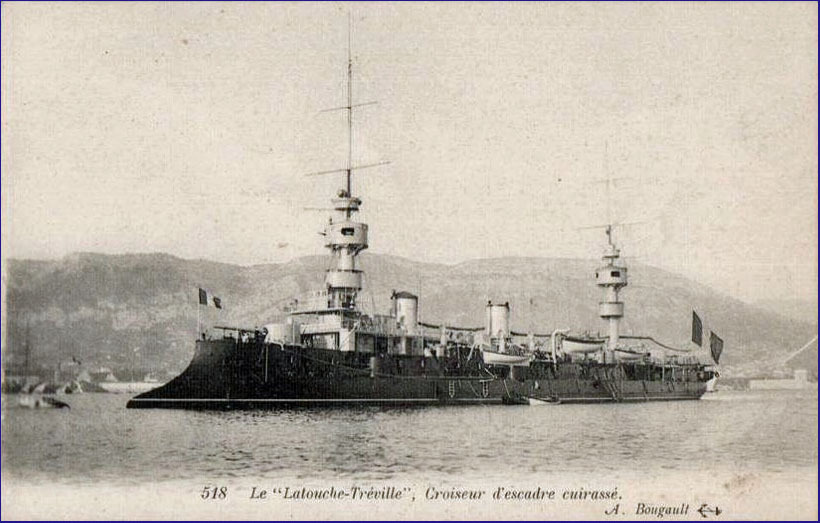

ラトゥーシュ・トレヴィル（Latouche-Tréville）はフランス海軍の装甲巡洋艦。アミラル・シャルネ級。艦名はアメリカ独立戦争からナポレオン戦争時のフランスの提督、ラトゥーシュ・トレヴィル伯Louis-René Levassorにちなむ。

## 艦歴
Forges et Chantiers de la Méditerranée、またはブレスト工廠で建造。1890年4月26日起工。1892年11月5日進水。1895年5月6日就役。北方艦隊に編入された。
1896年は地中海艦隊に属しており、また一時海上での参謀学校の課程であるÉcole supérieure de guerreに割り当てられた。10月、予備艦隊に編入された。1897年3月から6月はCretan Revoltの際の国際部隊に加わっている。ファショダ事件が起こると再就役し、以後1904年7月まで地中海艦隊に属した。
1901年1月14日、砲術訓練中に前部19cm砲塔のピボットシャフトが損傷。その修理の際にビルジキールが装着された。同年、騒乱の起きたミティリーニの占領の参加。
1902年12月18日、汽船「Médoc」がトゥーロンから出港する際、突風によって流されて「ラトゥーシュ・トレヴィル」の衝角に衝突した。「Médoc」は船体に長さ14mの裂け目ができ、沈没を避けるため座礁させられた。「ラトゥーシュ・トレヴィル」の被害は軽微であった。1904年7月22日、予備役となる。
1907年2月15日に再就役し、砲術学校に配される。3月、魚雷発射管が撤去された。1908年9月22日、後部19cm砲塔で14名が死亡する事故が発生した。1912年末からは中東方面で活動した。

### 第一次世界大戦
1915年4月3日、「ラトゥーシュ・トレヴィル」は戦時禁制品を運んでいる疑いのあったアメリカ汽船「Indiana」を臨検した。4月15日、「ラトゥーシュ・トレヴィル」はアッコの鉄道橋を破壊した。5月4日から5日の夜、「ラトゥーシュ・トレヴィル」はダーダネルス海峡入り口で艦尾に1発被弾した。小規模な火災が発生したが、すぐに消火された。その後、「ラトゥーシュ・トレヴィル」は小アジア沿岸の封鎖に従事している。6月4日、ダーダネルスで艦砲射撃を実施。後部砲塔に1発被弾し、死者2名、負傷者5名を出した。「ラトゥーシュ・トレヴィル」はエーゲ海での対潜哨戒に従事したり、病院船として使用されたりもしている。
1915年9月下旬から10月上旬、「ラトゥーシュ・トレヴィル」はサロニカへ向かう兵員輸送船団を護衛した。
1917年になるとイギリスではギリシャ国王の交代が必要との考えになり、ピレウスへの上陸作戦が計画される。6月11日、「ラトゥーシュ・トレヴィル」は戦艦「レピュブリク」とともに、コリントス運河に架かる橋の確保を目的として上陸した部隊の護衛を行った。翌朝ギリシャ国王は退位している。
1919年5月1日退役。1920年6月21日除籍。戦艦「リベルテ」引き揚げ作業用の宿泊所兼作業所として使用され、1926年に解体のため売却された。

## 要目
- 排水量：4756トン[16]、または常備排水量4748トン、満載排水量4990トン[17]
- 長さ：全長110.00m、垂線間長106.00m[16]、または全長110.20m、垂線間長106.12m[17]
- 幅：水線幅13.98m[16]、または最大幅14.04m[17]
- 吃水：艦首5.55m、艦尾6.06m、平均5.81m[17]
- 機関：ベルヴィール式水管缶16基、水平3気筒3段膨張機関2基、2軸[18]
- 速力：19ノット（設計）[16]
- 装甲：装甲帯92mm、甲板40/50mm、司令塔92mm、19cmおよび14cm砲の砲塔92mm[18]
- 兵装：M1887 45口径19cm砲2門（単装）[20]、M1887 45口径14cm砲6門（単装）[21][23]、M1891 50口径65mm砲4門（単装）、M1885 40口径47mm砲8門（単装）、37mm回転砲6門、450mm水上魚雷発射管4門、魚雷8本[24]。47mm砲は4門、37mm砲は8門で、1904年から1907年の間に37mm砲は撤去され、、47mm砲は8門に増やされた[25]、とも。